# Joseph Tilly

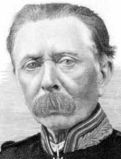
Joseph Tilly

Joseph-Marie De Tilly (* 16. August 1837 in Ypern; † 4. August 1906 in München) war ein belgischer Mathematiker und Artillerieoffizier.

## Leben
Tilly war Artillerieoffizier und lehrte in diesem Zusammenhang auch ab 1858 Geometrie an seiner Regimentsschule. Dabei fing er auch an selbst geometrische Forschungen zu betreiben und machte um 1860 Entdeckungen zur nichteuklidischen Geometrie unabhängig von Nikolai Iwanowitsch Lobatschewski, von dem er erst 1866 hörte. Auch sonst hatte er keinen Kontakt zur akademischen Forschung. 1870 veröffentlichte er eine Arbeit zur nichteuklidischen Mechanik (Études de méchanique abstraite), ein Gebiet, das er begründete und durch das er die Aufmerksamkeit des Mathematikers Guillaume Jules Hoüel fand, mit dem er 1870 bis 1885 korrespondierte. Es folgten zwei Aufsätze über die axiomatischen Grundlagen metrischer Geometrien (Riemannsche, Lobatschewskische und Euklidische).
Tilly war später Direktor des Arsenals in Antwerpen und Direktor der École Militaire. Dort untersagte man ihm die Lehre der Analysis, da es Beschwerden über eine zu wissenschaftliche Ausbildung der Offiziere gegeben hatte. Als er das unterlief, wurde er im Dezember 1899 entlassen und 1900 zwangspensioniert. Bei seinem Abschied war er Generalleutnant.
Er schrieb auch eine Geschichte der ersten hundert Jahre der Königlich Belgischen Akademie der Wissenschaften von 1772 bis 1872.
1870 wurde er korrespondierendes und 1878 volles Mitglied der Königlich Belgischen Akademie der Wissenschaften und war 1887 deren Präsident.

## Schriften
- Recherches sur les éléments de géométrie, 1860
- Études de mécanique abstraite, 1870
- Essai sur les principes fondamentaux de la géométrie et de la méchanique, 1878
- Essai de géométrie analytique générale, 1892